# Hoplopholcus patrizii
Hoplopholcus patrizii là một loài nhện trong họ Pholcidae. Loài này được phát hiện ở Thổ Nhĩ Kỳ.